# Sommer-Paralympics 2016/Teilnehmer (Togo)
| stlisierte Goldmedaille | stlisierte Silbermedaille | stlisierte Bronzemedaille |
| ----------------------- | ------------------------- | ------------------------- |
| —                       | —                         | —                         |

Togo entsandte einen Athleten zu den Paralympischen Sommerspielen 2016 in Rio de Janeiro,  der in einer Sportart antrat. Dies war die erste Teilnahme des Landes bei Paralympischen Spielen. Fahnenträger für Togo bei der Eröffnungsfeier war der Powerlifter Alidou Bawa.

## Teilnehmer nach Sportart

### Powerlifting (Bankdrücken)
| Athleten   | Wettbewerb | Ergebnis | Rang |
| ---------- | ---------- | -------- | ---- |
| Männer     |            |          |      |
| Aliou Bawa | bis 49 kg  | NVL      | NVL  |